# Kovács Mihály (orvos)
Kovács Mihály (Kecskemét, 1846. március 1. – Kecskemét, 1905. december 30.) orvosdoktor, Kovács János kegyesrendi tanár és író testvéröccse.

## Élete
Kovács János molnár és ácsmester és Palotás Nagy Julianna fia. Szülőhelyén végezte középiskoláit, majd a pesti egyetemen hallgatta az orvosi tudományokat; mint négy évet végzett orvosnövendék 1873-ben a kolerajárvány idején Heves vármegyében kerületi orvos volt. 1876-ban Pesten nyert orvosdoktori oklevelet és ezután Kecskeméten gyakorló orvosként működött. A 48-as kört 1893-tól mint annak vezérelnöke újraalkotta.
Cikkei a Szegedi Hiradóban (1873. A tápanyagokról általában), a Kecskeméti Lapokban (1873. A choleráról); 1876-tól vallás-erkölcsi, társadalmi, politikai cikkeket sat. írt a helyi lapokba, a Testvériségbe, a Kecskemét és Vidékébe, a Pestmegyei Hirlapba és a budapesti Magyarországba, Népvezérbe, Budapesti Hirlapba és a Budapestbe.